# ساچیکو موراتا

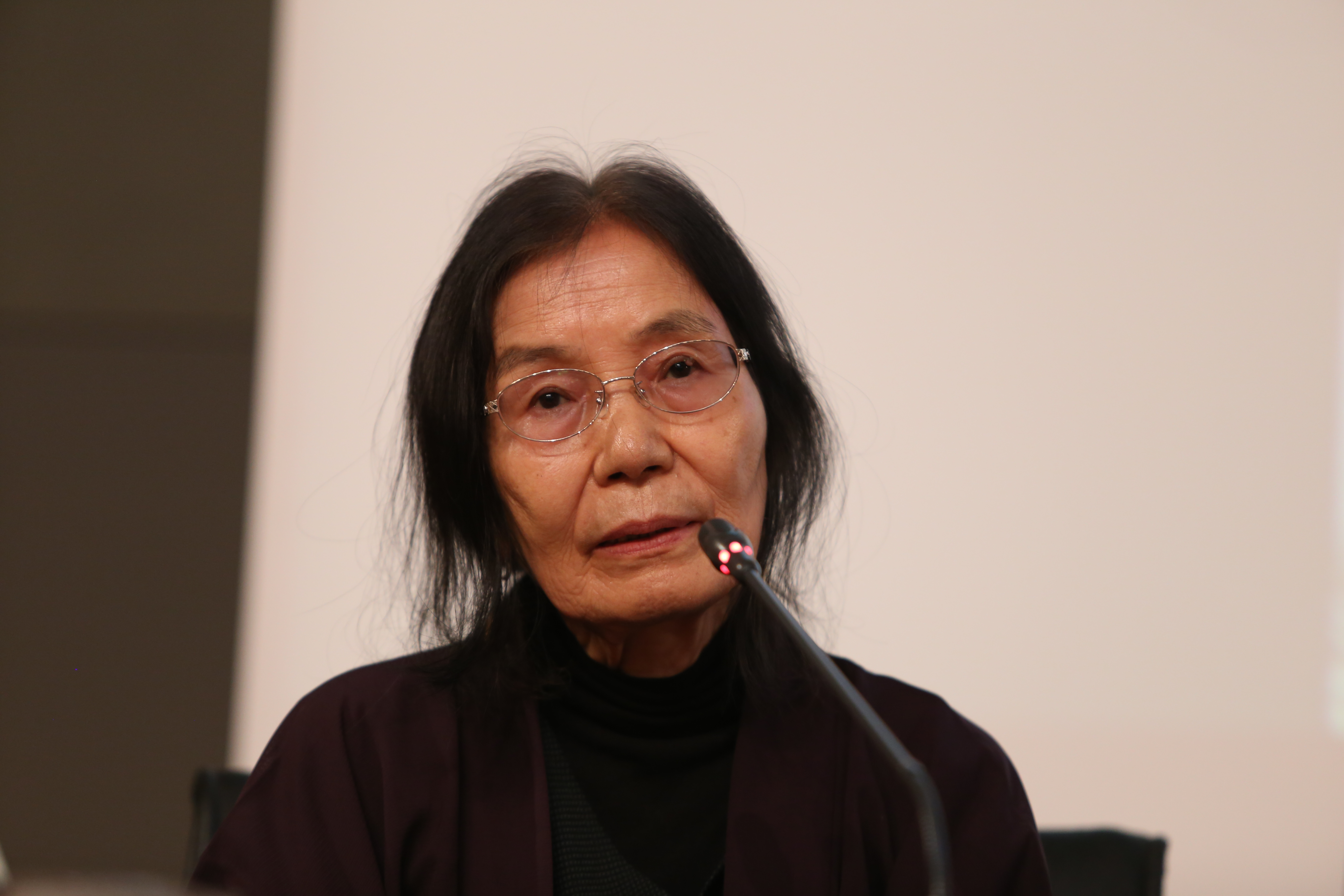

ساچیکو موراتا (زاده ۱۹۴۳) استاد مطالعات تطبیقی ادیان در دانشگاه استونی بروک می‌باشد، وی در ابتدا در رشته حقوق در ژاپن تحصیل کرد و سپس برای تحصیل در رشته حقوق اسلامی به ایران آمد و رساله خود را در باب مُتعه نگاشت. او همچنین معالم الاصول را که در اصول فقه است به زبان ژاپنی ترجمه کرد. سپس دکترای دوم خود را در دانشگاه تهران در رشته ادبیات فارسی پی گرفت.
او در ایران از محضر بزرگانی چون سید کاظم عصار و سید حسین نصر استفاده نمود. وی در همین اثنا با همسر خود، ویلیام چیتیک، آشنا شده و ازدواج کرد.
علاقه‌مندی او در ابتدا مباحث مربوط به زن در اسلام بود و دو کتاب نیز در همین موضوع تألیف کرد: متعه در اسلام، و دائوی اسلام.
سپس وی به موضوع عالمان مسلمان چین در دوره دودمان چینگ علاقه‌مند گردید و آغاز به ترجمه و تألیف کتاب در این باب نمود.

## آثار
آثار ساچیکو موراتا که به فارسی ترجمه شده‌اند:
• دائوی اسلام: درباره نسبت‌های مربوط به جنسیت (زوجیت) از منظر عرفان اسلامی، برگردان زهرا کاظمی فرد و ملیحه رحمانی (نامزد بهترین کتاب سال کشور)، با مقدمه ساچیکو موراتا (نویسنده) بر ترجمه فارسی، ویراسته‌ی بابک عالیخانی (عضو هیئت علمی موسسه پژوهشی حکمت و فلسفه ایران)، انتشارات حکمت، ۱۴۰۲. لازم به ذکر است که ترجمه دیگری نیز از این کتاب تحت عنوان تائوی اسلام: کتابی مرجع دربارۀ مناسبات مربوط به جنسیّت در اندیشۀ اسلامی، برگردان حسین نقوی و اسماعیل علی خانی (عضو هیئت علمی موسسه پژوهشی حکمت و فلسفه ایران)، توسط انتشارات موسسه پژوهشی حکمت و فلسفه ایران، در سال ۱۴۰۳ به چاپ رسیده است.
• سیمای اسلام: ساچیکو موراتا، ویلیام چیتیک، برگردان عبدالرحیم گواهی، دفتر نشر فرهنگ اسلامی، ۱۳۷۸. 
• لوایح چینی نور تصوف: درباره دو عالم مسلمان چینی قرن ۱۷ وانگ‌دایو و لیوجّی، برگردان حسن مهدی‌پور، پژوهشکده امام خمینی و انقلاب اسلامی، ۱۳۹۶.
• مقاله «تعلیم اسلام در مغرب زمین؛ اسلام، فرهنگ و تمدن»، نامه فرهنگ، زمستان ۱۳۷۲، شماره ۱۲، ص ۶۴-۷۲.
آثار وی به زبان انگلیسی:
- Murata, Sachiko; Chittick, William (1994). The vision of Islam. Paragon House. ISBN 978-1-55778-516-9.
- Murata, Sachiko (23 March 1992). The Tao of Islam: A Sourcebook on Gender Relationships in Islamic Thought. State University of New York Press. ISBN 978-0-7914-0914-5.
- Murata, Sachiko (2000). Chinese Gleams of Sufi Light: Wang Tai-yu's Great Learning of the Pure and Real and Liu Chih's Displaying the Concealment of the Real Realm. With a New Translation of Jami's Lawa'ih from the Persian by William C. Chittick. SUNY Press. ISBN 978-0-7914-4637-9.
- Murata, Sachiko (2015). Temporary Marriage in Islamic Law. CreateSpace Independent Publishing Platform. ISBN 978-1-5191-4192-7.
- Murata, Sachiko (1985). イスラーム法理論序說. 岩波書店. ISBN 978-4-00-004656-5.